# Dickson Etuhu
Dickson Paul Etuhu (Cano, 8 de junho de 1982) é um futebolista nigeriano que atua como defensor.

## Carreira
Atuou por Fulham. Jogou também por Manchester City (2000 - 2002), Preston North End (2002 - 2006), Norwich City (2005 - 2006, por empréstimo, 2006 - 2007, contratado em definitivo) e Sunderland (2007 - 2008).
Yusuf Mohamed representou o elenco da Seleção Nigeriana de Futebol no Campeonato Africano das Nações de 2010.

## Títulos
Nigéria
- Campeonato Africano das Nações: 2010 3º Lugar.